# Elie Marouni
Elie Michel Marouni (ur. 1964 w Zahli) – libański prawnik i polityk, członek Kataeb, katolik-maronita. W latach 2008–2009 kierował ministerstwem turystyki w rządzie Fouada Siniory. W wyborach parlamentarnych w 2009 r. został deputowanym Zgromadzenia Narodowego, startując z okręgu Zahli.